# Bogdan Błaszczyk
Bogdan Błaszczyk (ur. 4 marca 1947 w Nosibądach) – polski polityk, nauczyciel i samorządowiec, poseł na Sejm IV kadencji.

## Życiorys
W 1968 ukończył Oficerską Szkołę Wojsk Pancernych w Poznaniu, w 1978 – studia na Wydziale Pedagogicznym Wyższej Szkoły Pedagogicznej w Bydgoszczy, w 1985 – Studium Podyplomowe w Instytucie Kształcenia Nauczycieli w Warszawie, a w 1995 – studia podyplomowe z zakresu informatyki.
Od 1969 do 1972 odbywał zawodową służbę wojskową jako kapitan w Siłach Zbrojnych Polskiej Rzeczypospolitej Ludowej. W latach 1972–1998 pracował jako nauczyciel przysposobienia obronnego w Liceum Ogólnokształcącym im. Mikołaja Kopernika w Kołobrzegu, a od 1982 do 1998 także wicedyrektor tej szkoły. Był również przez osiem lat ławnikiem w sądzie pracy z rekomendacji ZNP.
Od 1966 do rozwiązania należał do Polskiej Zjednoczonej Partii Robotniczej. Następnie wstąpił do SdRP i SLD. W latach 1994–2001 był radnym i członkiem zarządu miasta Kołobrzeg. W 1998 objął funkcje wiceprezydenta Euroregionu Pomerania i prezydenta miasta Kołobrzegu. Pełnił je do 2001.
Sprawował mandat posła IV kadencji wybranego w okręgu koszalińskim z ramienia Sojuszu Lewicy Demokratycznej. W 2005 bez powodzenia ubiegał się o reelekcję. W 2006, 2010, 2014, 2018 i 2024 ponownie obejmował funkcję radnego Kołobrzegu.